# Heilig Kreuz (Saarbrücken)

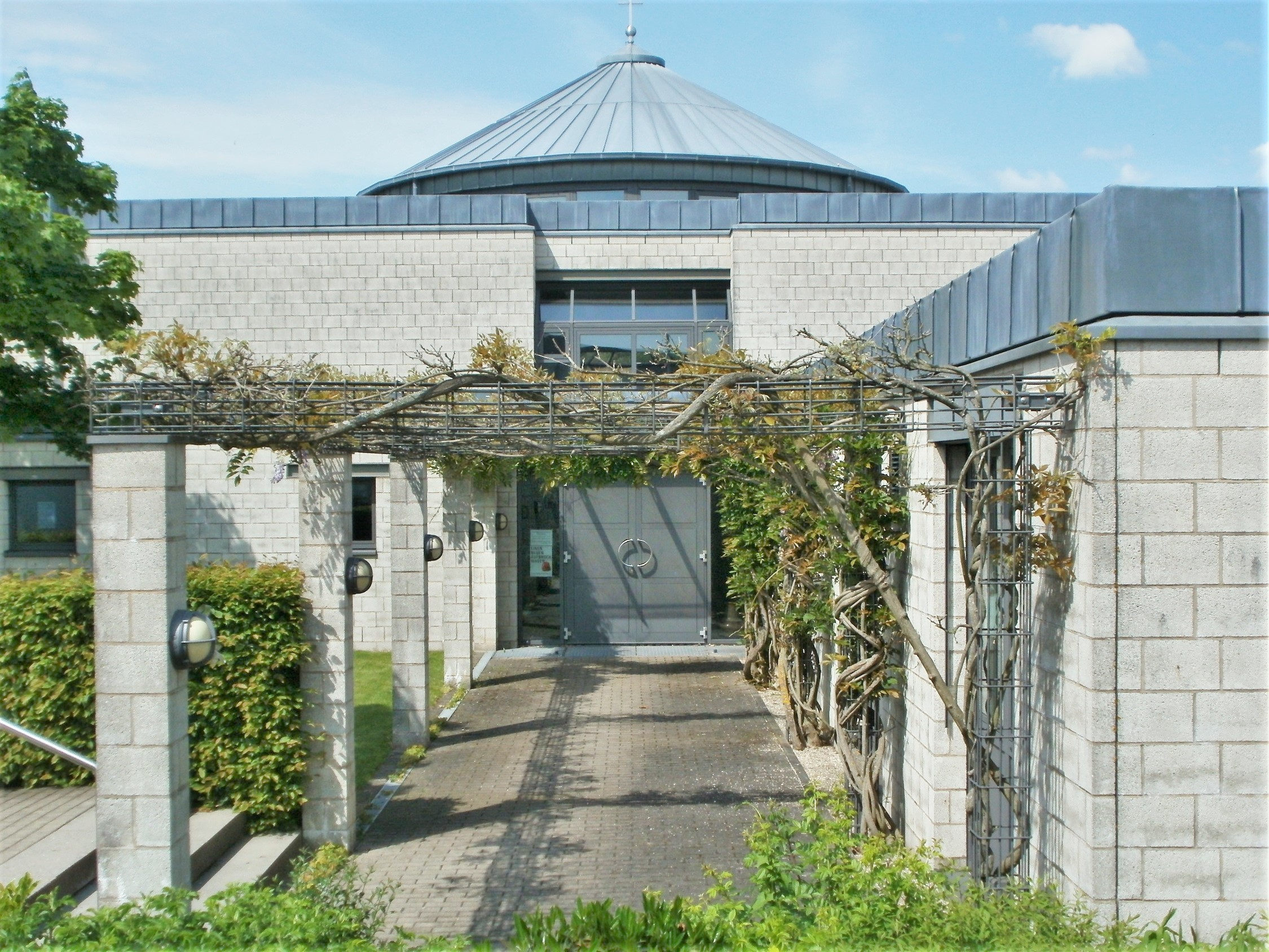
Außenansicht der Heilig-Kreuz-Kirche Saarbrücken

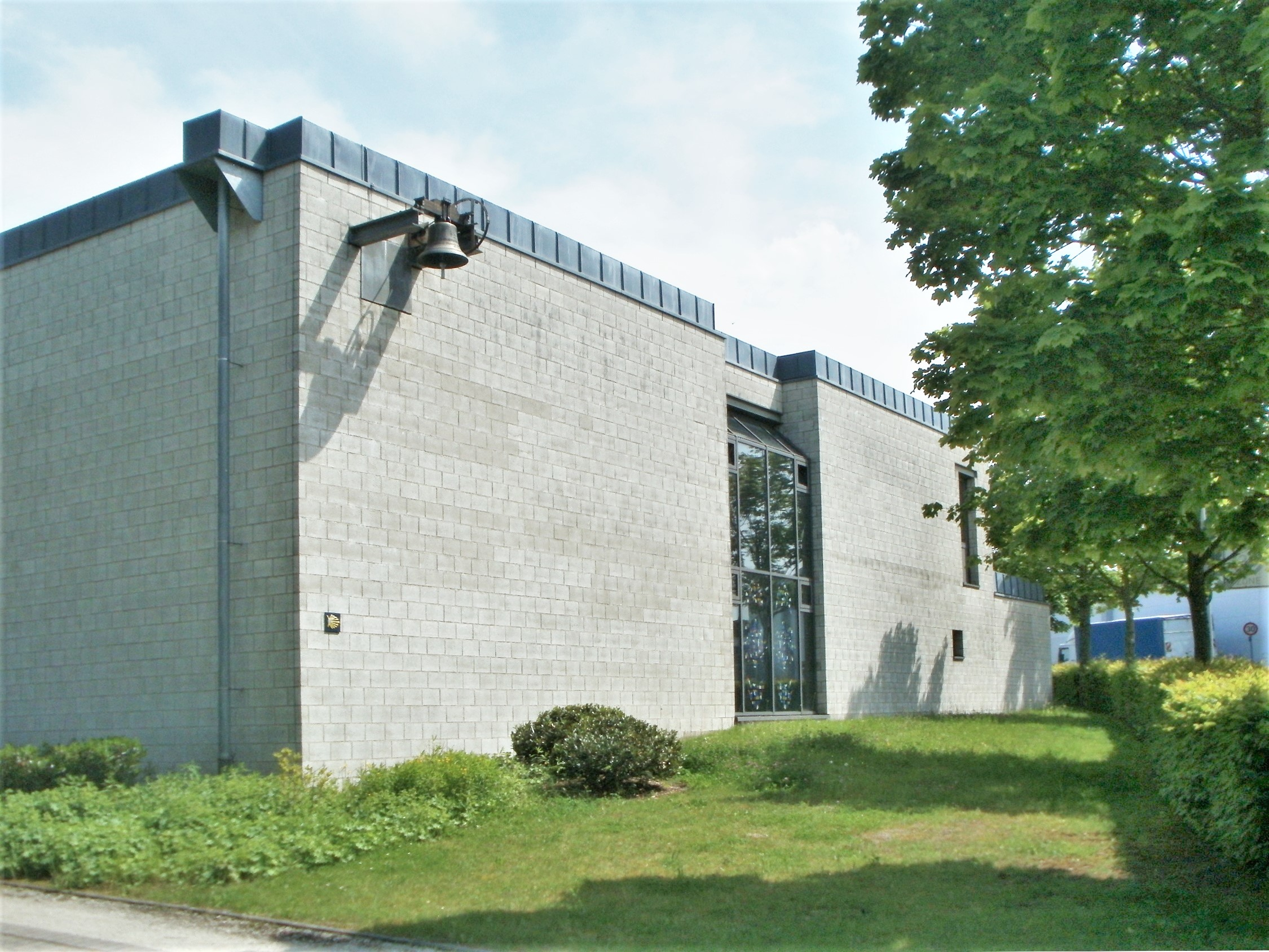
Glocke an der Westseite der Kirche

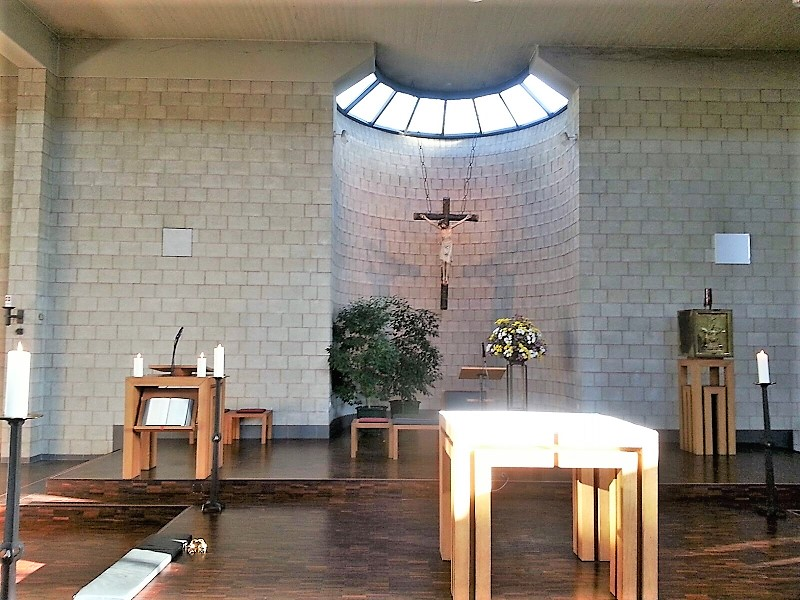
Innenraum

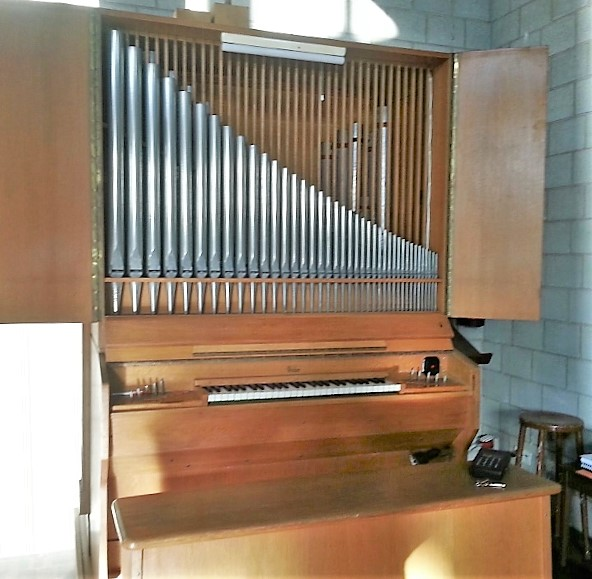
Walcker-Serienorgel

Die Kirche Heilig Kreuz ist eine römisch-katholische Pfarrkirche des Bistums Trier in Saarbrücken. Sie befindet sich in dem zu Alt-Saarbrücken gehörenden 1964 neu errichteten Wohnquartier Folsterhöhe nahe der deutsch-französischen Grenze.

## Geschichte
In den 1950er und 1960er Jahren beschloss die Stadt Saarbrücken auf Grund des Wohnraummangels in der Stadt, neue Wohngebiete zu erschließen. Darunter war auch das zwischen 1963 und 1965 entstandene Wohngebiet Folsterhöhe. Der Pastor der zuständigen Kirchengemeinde St. Mauritius stellte schon am 12. September 1962 einen Bauantrag für ein katholisches Gemeindezentrum für die neue Siedlung, ein Baugebiet konnte wegen der unklaren Verkehrsplanung aber noch nicht zugewiesen werden. So stellte der Pastor beim Bistum und bei der Stadt Saarbrücken im Jahr 1964 den Antrag, eine Notkirche mit Kindergarten errichten zu dürfen, die am 4. November 1964 eingeweiht wurde.
Erst Ende der 1960er Jahre konnte die Kirchengemeinde ein Grundstück von der Stadt erwerben und einen architektonischen Wettbewerb ausloben, den der Architekt Nikolaus Rosiny aus Köln gewann. Die Gemeinde errichtete zuerst einen neuen Kindergarten und einen Kinderhort, die 1975/76 eröffnet wurden. Aufgrund der Finanzlage der Pfarrgemeinde musste der Bau der Kirche dann aber verschoben werden.
Erst Anfang März 1990 wurde Architekt Rosina mit der weiteren Planung des Pfarrzentrums beauftragt und als bauausführendes Architekturbüro Krüger & Rieger aus Saarbrücken engagiert. Am 7. April 1994 wurde der erste Spatenstich ausgeführt, am 29. Mai erfolgte die Grundsteinlegung der neuen Kirche. Am 25. November 1994 folgte das Richtfest. Das neue Kirchengebäude wurde am 14. September 1996 durch den Trierer Bischof Hermann Josef Spital konsekriert.
Im Jahr 2003 wurde die Pfarrei in die neu errichtete Pfarreiengemeinschaft St. Jakob (Alt-Saarbrücken) integriert.

## Baubeschreibung
Das turmlose Kirchengebäude besitzt einen quadratischen Grundriss, an dessen Nordseite sich eine kleine halbrunde Apsis anschließt. Im Südosten schließt sich ein Pfarrzentrum mit entsprechenden Räumlichkeiten an. Der gesamte Gebäudekomplex ist aus einem hellen weißen Stein gemauert, der sowohl außen als auch im Inneren sichtbar ist. Bedeckt wird der Kirchenraum von einem flach kegelförmigen Dach, auf dessen Spitze sich ein schlichtes Kreuz erhebt. An der Westwand der Kirche ist eine einzelne kleine Glocke angebracht.

## Ausstattung
Die Kirche besitzt eine Reliquie der Schwester Blandine. Im Innern der Kirche befinden sich drei Ikonen des Ikonenmalers Heinrich Schmidt. In der Apsis hängt ein Kreuz in Form eines Lebensbaums. Es ist ein Geschenk von Papst Johannes Paul II., das am 22. Juni 1997 vom Apostolischen Nuntius, Erzbischof Don Giovanni Lajolo geweiht wurde.

## Glocke
Der ursprünglich geplante Glockenturm konnte aus Kostengründen nicht verwirklicht werden, doch eine 90 kg schwere Glocke wurde vom Bischöflichen Generalvikariat genehmigt. Diese wurde am 5. Mai 1995 von der Glockengießerei Mabilon gegossen und am 21. Mai 1995 feierlich eingeweiht. Sie hängt an der Westfassade der Kirche.

## Orgel
Die Kirche verfügt über ein Serieninstrument der Firma Walcker, welches unter der Modellbezeichnung D5 bekannt ist und 1962 erbaut wurde. Das Positiv besitzt 6 Register auf einem Manual und Pedal und ist fahrbar. Die Manualregister sind geteilt.
| Manual C–f3 |                   |    |
| 1.          | Gedackt B/D       | 8′ |
| 2.          | Prinzipal B/D     | 4′ |
| 3.          | Rohrflöte B/D     | 4′ |
| 4.          | Oktave B/D        | 2′ |
| 5.          | Mixtur II–III B/D |    |

| Pedal C–d1 |         |     |
| 6.         | Subbass | 16′ |

- Koppel: I/P